# Ype Poortinga
Ype Poortinga (Rinsumageest, 28 mei 1910 – Leeuwarden, 2 december 1985), geboren Ype Rinses Poortinga, was een Friese schrijver en verhalenverzamelaar. 
Hij studeerde Duits aan de Rijksuniversiteit Groningen en promoveerde daar in 1940 op de Friestalige dissertatie It Fryske Folkstoaniel 1860-1930. Hij werd wetenschappelijk medewerker aan de Fryske Akademy. Ook was hij redacteur van het weekblad Frysk en Frij.  
Zijn vader was boer op de boerderij die gebouwd is waar voorheen de grote Tjaarda State stond, naast de hervormde kerk van Rinsumageest. In deze plaats is een straat naar hem vernoemd, de 'Dr. Ype Poortingawei', evenals in Leeuwarden, de Ype Poortingawei.
In 1950 mocht Poortinga de Gysbert Japicxpriis in ontvangst nemen. Zijn bekendste werk is de roman Elbrich. 